# Cüneyt Arkın
 (juin 2022).
Si vous disposez d'ouvrages ou d'articles de référence ou si vous connaissez des sites web de qualité traitant du thème abordé ici, merci de compléter l'article en donnant les références utiles à sa vérifiabilité et en les liant à la section « Notes et références ».
Pour les articles homonymes, voir Arkin.
Cüneyt Arkın, nom de scène de Fahrettin Cüreklibatır (né le 8 septembre 1937 à Gökçeoğlu (tr), Eskişehir, et mort le 28 juin 2022 à Istanbul) est un acteur et réalisateur de cinéma turc.
Très populaire en Turquie, parfois surnommé dans la francophonie « le Alain Delon turc », il a joué dans plus de trois cents films, en particulier des films historiques et d'aventures, dont certains sont devenus des films culte chez les amateurs de nanars.

## Biographie
Cüneyt Arkın naît le 7 septembre 1937 au village de Gökçeoğlu, dans le district d'Alpu de la province d'Eskişehir en Anatolie centrale. Se prédestinant d'abord pour la médecine, il participe à un concours organisé dans les années 1950 par un journal de cinéma visant à trouver de nouveaux talents. C'est à partir de cette période que commence sa carrière cinématographique. Mais c'est dans les années 1960 qu'il deviendra réellement populaire, enchaînant une grande quantité de tournages (il participera à plus d'une vingtaine de films par an) et s'aventurant dans d'autres secteurs de l'industrie du cinéma tels que la scénarisation, la réalisation, la production.
À la fin des années 1960, Cüneyt Arkın est une véritable célébrité en Turquie et dans d'autres pays comme le Liban et l'Iran. Dans les années 1970, il tournera des films avec des réalisateurs étrangers (principalement italiens et autrichiens) dans l'espoir de s'exporter à l'étranger, sans réel succès. C'est en 1982 que paraît le film Dünyayı Kurtaran Adam (plus connu sous le nom de Turkish Star Wars).
Dans les années 1990, Arkın tourne presque essentiellement des téléfilms, l'industrie cinématographique turque connaissant une sévère crise durant cette période. Après s'être présenté comme député en 1991 et être devenu porte-parole de l'équipe nationale turque de ski, il publie ses mémoires en 2003. Cüneyt Arkın continue ensuite d'apparaître dans des séries télévisées, où il interprète des rôles secondaires.
Il meurt le 28 juin 2022 à Istanbul à l'âge de 84 ans, des suites d'une crise cardiaque.

## Filmographie

### Cinéma

#### Comme acteur
- 1964 : Gurbet Kuşları
- 1964 : Gözleri Ömre Bedel
- 1964 : Hepimiz Kardeşiz
- 1964 : Sokakların Kanunu
- 1964 : Ayşecik Çıtı Pıtı Kız
- 1964 : İstanbul Sokaklarında
- 1964 : Günah Kızları
- 1964 : Sıkı Dur Geliyorum
- 1964 : Yalnız Değiliz
- 1964 : Çöpçatanlar Kampı fasfsfis
- 1964 : Cehennem Arkadaşları
- 1964 : Yankesici Kız
- 1964 : Şoför Nebahat Ve Kızı
- 1964 : Aşk ve Kin
- 1965 : Kırık Hayatlar
- 1965 : Sürtük
- 1965 : Dudaktan Kalbe
- 1965 : Serseri Aşık
- 1965 : Sevgim Ve Gururum
- 1965 : Haremde Dört Kadın
- 1965 : İnatçı Gelin
- 1965 : Ah Bu Dünya
- 1965 : Devlerin Kavgası
- 1965 : Horasan'dan Gelen Bahadır
- 1965 : Ölüme Kadar
- 1965 : Sevişmek Yasak
- 1965 : Silahların Sesi
- 1965 : Canım Sana Feda
- 1965 : Aşk ve İntikam
- 1965 : Horasan'ın Üç Atlısı
- 1965 : Fakir Gencin Romanı
- 1965 : Satılık Kalp
- 1966 : Dişi Düşman
- 1966 : Fakir Bir Kız Sevdim
- 1966 : İntikam Uğruna
- 1966 : Kıskanç Kadın
- 1966 : Malkoçoğlu
- 1966 : Acı Tesadüf
- 1966 : Karanlıklar Meleği
- 1966 : Şafakta Üç Kurşun
- 1966 : Ayrılık Şarkısı
- 1966 : İki Yabancı
- 1966 : Kolsuz Kahraman
- 1966 : İntikam Ateşi
- 1966 : Yakut Gözlü Kedi
- 1966 : Damgalı Adam
- 1966 : Göklerdeki Sevgili
- 1966 : Cibali Karakolu
- 1966 : Affedilmeyen
- 1966 : Suçsuz Firari
- 1966 : Çıtkırıldım
- 1967 : Yıkılan Yuva
- 1967 : Kırbaç Altında
- 1967 : Malkoçoğlu Krallara Karşı
- 1967 : Alpaslan'ın Fedaisi Alpago
- 1967 : Bir Şoförün Gizli Defteri
- 1967 : Cici Gelin
- 1967 : Ringo Kid
- 1967 : Seni Affedemem
- 1967 : Yüzbaşı Kemal / Acı İntikam
- 1967 : Zengin Ve Serseri
- 1967 : Hacı Murat
- 1967 : Namus Borcu
- 1967 : İdam Günü
- 1967 : Zehirli Hayat
- 1967 : Pranga Mahkumu
- 1967 : Silahlı Paşazade
- 1968 : Artık Sevmiyeceğim
- 1968 : Şafak Sökmesin
- 1968 : Eşkiya Halil (Haydut)
- 1968 : Belalı Hayat
- 1968 : Malkoçoğlu Kara Korsan
- 1968 : Gök Bayrak
- 1968 : Kader
- 1968 : Köroğlu
- 1968 : İlk ve Son
- 1968 : Yousaf Va Zulaykha / Yusuf İle Züleyha / Hazreti Yusuf
- 1968 : Yüzbaşının Kızı
- 1968 : Beş Ateşli Kadın
- 1968 : Baharda Solan Çiçek
- 1968 : Hacı Murat Geliyor
- 1968 : Kader Ayırsa Bile
- 1968 : Son Vurgun (Kurşunların Yağmuru)
- 1969 : Sevgili Babam
- 1969 : Vatan Ve Namık Kemal
- 1969 : İnsanlar Yaşadıkça
- 1969 : Lekeli Melek
- 1969 : Malkoçoğlu Akıncılar Geliyor
- 1969 : Osmanlı Kartalı
- 1969 : Ala Geyik
- 1969 : Melikşah
- 1969 : Büyük Yemin
- 1969 : Aşk Mabudesi
- 1969 : Hayat Kavgası
- 1969 : Malkoçoğlu Cem Sultan
- 1970 : Arım, Balım, Peteğim
- 1970 : Selahattin Eyyubi
- 1970 : Shirin Va Farhad / Ferhat ile Şirin
- 1970 : Yarım Kalan Saadet
- 1970 : Hayatım Sana Feda
- 1970 : Adsız Cengaver ve Sultan Gelin
- 1970 : Yumurcak Köprüaltı Çocuğu
- 1970 : Mive-ye gonah / Hak Yolu
- 1971 : Vahşi Çiçek
- 1971 : Herşey Oğlum İçin
- 1971 : İki Esir / Asir
- 1971 : Battal Gazi Destanı
- 1971 : Malkoçoğlu Ölüm Fedaileri
- 1971 : Fakir Aşıkların Romanı
- 1971 : Cehenneme Bir Yolcu
- 1971 : Severek Ayrılalım
- 1971 : Küçük Sevgilim
- 1971 : Satın Alınan Koca
- 1971 : Adını Anmayacağım
- 1971 : Oyun Bitti
- 1972 : Mahkum
- 1972 : Murat İle Nazlı
- 1972 : Hayatımın En Güzel Yılları
- 1972 : Çöl Kartalı
- 1972 : Günahsızlar
- 1972 : Yaralı Kurt
- 1972 : Alın Yazısı
- 1972 : Battal Gazi'nin İntikamı
- 1972 : Kara Murat: Fatih'ın Fedaisi
- 1973 : Yumurcak Küçük Kovboy
- 1973 : Kuşçu
- 1973 : Çaresizler
- 1973 : Vurgun
- 1973 : Battal Gazi Geliyor
- 1973 : Gönülden Yaralılar
- 1973 : Yanaşma
- 1973 : Acı Hayat
- 1973 : Kara Murat Fatih'in Fermanı
- 1974 : Oğul
- 1974 : Belalılar
- 1974 : Dayı
- 1974 : Kin
- 1974 : Bırakın Yaşayalım
- 1974 : Babalık
- 1974 : Önce Vatan
- 1974 : Yalnız Adam
- 1974 : Battal Gazi'nin Oğlu
- 1974 : Ayrı Dünyalar
- 1974 : Kara Murat Ölüm Emri
- 1974 : Karateciler İstanbul'da
- 1975 : Polizia Brancola Nel Buio, La
- 1975 : İnsan Avcısı
- 1975 : Aslan Adam
- 1975 : Babanın Oğlu
- 1975 : Cemil
- 1975 : Deli Yusuf
- 1975 : Kılıç Aslan
- 1975 : Soysuzlar
- 1975 : Babacan
- 1975 : Babaların Babası
- 1975 : Şafakta Buluşalım
- 1975 : Kara Murat Kara Şövalyeye Karşı
- 1975 : Üç Kağıtçılar / Che Carambole Ragazzi
- 1976 : Tek Başına
- 1976 : Tuzak
- 1976 : Yarınsız Adam
- 1976 : İki Arkadaş / Darbe
- 1976 : Babanın Suçu
- 1976 : Deli Şahin
- 1976 : Hınç
- 1976 : Korkusuz Cengaver
- 1976 : Mağlup Edilemeyenler
- 1976 : Kara Murat Şeyh Gaffar'a Karşı / Kara Murat, La Belva Dell'Anatolia
- 1977 : Sevgili Oğlum
- 1977 : İstasyon
- 1977 : Akrep Yuvası
- 1977 : Hakanlar Çarpışıyor / Altay'dan Gelen Yiğit
- 1977 : Güneş Ne Zaman Doğacak
- 1977 : Baba Ocağı
- 1977 : Adalet
- 1977 : Satılmış Adam
- 1977 : Yıkılmayan Adam
- 1977 : Cemil Dönüyor
- 1977 : Kara Murat Denizler Hakimi
- 1977 : Baskın
- 1978 : Gelincik
- 1978 : İnsanları Seveceksin
- 1978 : Maden
- 1978 : Baba Kartal
- 1978 : Kaplanlar Ağlamaz
- 1978 : Ölüm Görevi
- 1978 : Görünmeyen Düşman
- 1978 : Kara Murat Devler Savaşıyor
- 1978 : Vahşi Gelin
- 1978 : Kılıç Bey
- 1979 : Küskün Çiçek
- 1979 : Vatandaş Rıza
- 1979 : İki Cambaz
- 1979 : Kanun Gücü
- 1979 : Üç Tatlı Bela
- 1979 : Üç Sevgilim
- 1979 : Canikom
- 1979 : Süpermenler
- 1980 : Sarışın Tehlike
- 1980 : Destan
- 1980 : Kartal Murat
- 1980 : Rahmet Ve Gazap
- 1980 : Rüzgar
- 1981 : Takip
- 1981 : İntikam Yemini
- 1981 : Kader Arkadaşı
- 1981 : Öğretmen Kemal
- 1981 : Önce Hayaller Ölür
- 1981 : Acı Günler
- 1981 : Su
- 1981 : Unutulmayanlar
- 1982 : Son Savaşçı
- 1982 : Dört Yanım Cehennem
- 1982 : Gırgır Ali
- 1982 : Ölümsüz
- 1982 : Kelepçe
- 1982 : Kanije Kalesi
- 1982 : Son Akın
- 1982 : Turkish Star Wars (Dünyayı Kurtaran Adam)
- 1983 : Erkekçe
- 1983 : İdamlık
- 1983 : Çöl
- 1983 : En Büyük Yumruk
- 1983 : İntikam Benim
- 1983 : Ölüme Son Adım
- 1983 : Vahşi Kan
- 1984 : Yaşadıkça
- 1984 : Ölüm Savaşçısı
- 1984 : Dev Kanı
- 1984 : Deli Fişek
- 1984 : Bırakın Yaşasınlar
- 1984 : Kanun Kanundur
- 1984 : Kartal Bey
- 1984 : Bir Kaç Güzel Gün İçin
- 1984 : Alev Alev
- 1985 : Paramparça
- 1985 : Paranın Esiri
- 1985 : Kanun Adamı
- 1985 : Kaplanlar
- 1985 : Bin Defa Ölürüm
- 1985 : Doruk
- 1985 : Kaçış
- 1985 : Kahreden Gençlik
- 1985 : Katiller De Ağlar
- 1985 : Mahkum
- 1986 : Sert Adam
- 1986 : Tokatçılar
- 1986 : Gırgır Hafiye
- 1986 : Ölümsüz Aşk
- 1986 : Kavga
- 1986 : Babanın Oğlu
- 1986 : Yalnız Adam
- 1986 : Kanca
- 1986 : Sokak Kavgacısı
- 1986 : Kral Affetmez
- 1986 : Silah Arkadaşları
- 1986 : Vazife Uğruna
- 1986 : Melek Yüzlü Cani / Nefret
- 1987 : Sen Ağlama
- 1987 : Sevdam Benim
- 1987 : Son Kahramanlar
- 1987 : Dökülen Yapraklar
- 1987 : Asılacak Adam
- 1987 : İnsan Avcıları
- 1987 : Cehennem Ateşi
- 1987 : Dört Hergele
- 1987 : Şeytanın Oğulları
- 1987 : Damga
- 1987 : Sürgündeki Adam
- 1987 : Oğulcan
- 1987 : Tanık
- 1988 : Yasak İlişki
- 1988 : Yaşamak
- 1988 : Bombacı
- 1988 : Şafak Sökerken
- 1988 : Babam Ve Ben
- 1988 : Muhteşem Serseri
- 1988 : Kızım ve Ben / Gurbet Kadını
- 1989 : Eski Silah
- 1989 : Av
- 1989 : Doktorlar
- 1989 : Polis Dosyası
- 1990 : İki Başlı Dev
- 1998 : Gülün Bittiği Yer
- 2006 : Dünyayı Kurtaran Adam'ın Oğlu
- 2007 : Çılgın Dershane
- 2014 : Gulyabani

#### Comme réalisateur
- 1976 : Tek başına
- 1976 : Deli Şahin
- 1977 : Sevgili oğlum
- 1978 : Baba Kartal
- 1978 : Olum gorevi
- 1979 : Kuskun Çiçek
- 1979 : Uç tatlı bela
- 1979 : Vatandaş Riza
- 1980 : Kartal murat
- 1980 : Ruzgar
- 1981 : Önce hayaller olur
- 1984 : Ölüm savasçisi
- 1985 : Mahkum
- 1985 : Kaçış
- 1986 : Yalnız Adam
- 1986 : Gırgır Hafiye
- 1986 : Kavga
- 1986 : Silah Arkadaşları
- 1986 : Sokak Kavgası
- 1987 : Asılacak adam
- 1987 : Dökülen yapraklar
- 1987 : Sevdan benim
- 1987 : Son kahramanlar
- 1987 : Ogulcan
- 1987 : Tanık
- 1988 : Bombaci
- 1988 : Safak sokerken

### Télévision

#### Séries télévisées
- 1993 : Polis
- 1993 : Şişeler
- 1993 : Kumarbaz
- 1993 : Merhamet
- 1993 : Zirvedekiler
- 2003 : Serseri
- 2005 : Köpek
- 2005 : Ölümüne Sevdalar
- 2020 : Kurulus Osman